# Тайфунник тихоокеанський
Тайфу́нник тихоокеанський (Pterodroma externa) — вид буревісникоподібних птахів родини буревісникових (Procellariidae). Мешкає на сході Тихого океану.

## Опис
Тихоокеанський тайфунник — великий морський птах, середня довжина якого становить 42,5-45 см, розмах крил 95-114 см, вага 310-555 г. Верхня частина голови чорна, обличчя біле. Верхня частина тіла сіра і верхні покривні пера крил сірі, на крилах чорний М-подібний візерунок. Хвіст сірий, біля основи білуватий. Нижня частина тіла переважно біла. Нижня сторона крил біла з чорними краями і кінчиками та чіткою чорною смугою від згину крила до його середини. Дзьоб чорний, на кінці гачкуватий.

## Поширення і екологія
Тихоокеанські тайфунники гніздяться лише на острові Александра Селькірка в архіпелазі Хуан-Фернандес на захід від Чилі. Під час негніздового періоду вони широко зустрічаються в тропічних і субтропічних водах на заході Тихого океану, на північ до Гавайських островів, регулярно зустрічаються у західного узбережжя Мексики, причому бродячі птахи спостерігаються до 42° північної широти в центральній частині Тихого океану, а також в Новій Зеландії і східній Австралії.
Тихоокеанські тайфунники ведуть пелагічний спосіб життя, рідко наближуються до суходолу, за винятком гніздування. Вони живляться переважно кальмарами (Ommastrephidae) і летючими рибами. Птахи залежать від хижих риб, таких як жовтопері тунці, які відганяють рибу ближче до поверхні води, де тайфунники можуть легко їх зловити. Тихоокеанські тайфунники гніздяться в норах на схилах, серед густих заростей папороті Dicksonia externa, на прилеглих луках, а також серед відкритих скель, на висоті від 600 до 1150 м над рівнем моря. В жовтні-листопаді вони повертаються до гніздових колоній. Одне яйце відкладається в період з середини грудня до початку січня, а пташенята вилуплюються у лютому-березні. За пташенятами доглядають протягом 3 тижнів, після чого їх залишають в гнізді на день, поки батьки шукають їжу. Вони повертаються до гнізда на заході сонця. Більшість пташенят покидають гніздо у травні-червні.

## Збереження
МСОП класифікує цей вид як вразливий. За оцінками дослідників, популяція тихоокеанських тайфунників становить приблизно 3 мільйони птахів. Їм загрожує хижацтво з боку інтродукованих ссавців, таких як кішки, щури і свині.